# Ottignies-Louvain-la-Neuve
Ottignies-Louvain-la-Neuve (en való Ocgniye-Li Noû Lovén) és un municipi belga del Brabant Való a la regió valona, fundat el 1977 de la fusió de les antics municipis d'Ottignies, Limelette, Céroux-mousty i la nova ciutat universitària, Louvain-la-neuve (Lovaina la Nova) al Brabant Való. Limita amb els municipis de Chaumont-Gistoux, Court-Saint-Étienne, Genappe, Lasne, Mont-Saint-Guibert, Rixensart i Wavre.
És seu de la nova Université catholique de Louvain.

## Burgmestres
| Període     | Nom                           | Partit |
| ----------- | ----------------------------- | ------ |
| 1977 - 1989 | Yves du Monceau de Bergendael | PSC    |
| 1989 - 1993 | Valmy Féaux                   | PS     |
| 1993 - 1994 | Jacques Benthuys              | PS     |
| 1994 - 2000 | Jacques Otlet                 | PRL    |
| 2000 - ara  | Jean-Luc Roland               | Ecolo  |

## Agermanaments
- Jassans-Riottier (Ain, Alvèrnia-Roine-Alps)
- Veszprém
- Tiassalé